# Instytut Biologii Ssaków Polskiej Akademii Nauk
Instytut Biologii Ssaków Polskiej Akademii Nauk (do 31 grudnia 2010 Zakład Badania Ssaków Polskiej Akademii Nauk) – samodzielna jednostka naukowo-badawcza Polskiej Akademii Nauk.

## Charakterystyka
Od 1952 prowadzi badania z zakresu morfologii, taksonomii, systematyki, ewolucji, genetyki populacji, etologii i ekologii ssaków. W latach 1952–2023 pracownicy instytutu opublikowali ponad 3100 publikacji, w tym 410 książek i rozdziałów, ponad 1400 prac naukowych i 800 artykułów popularnonaukowych. Lista czasopism, na łamach których ukazywały się te prace obejmuje ponad 60 tytułów i zawiera najlepsze na świecie periodyki zajmujące się biologią, zoologią, ekologią i ochroną przyrody.
Od 2003 roku Zakład posiada status Centrum Doskonałości Unii Europejskiej. Z dniem 1 stycznia 2011, zgodnie z decyzją Nr 44 Prezesa Polskiej Akademii Nauk z dnia 30 grudnia 2010 r. oraz uchwałą Prezydium PAN nr 4/2011 z dnia 18 stycznia 2011 r., dotychczasowy Zakład Badania Ssaków PAN został przekształcony w Instytut Biologii Ssaków PAN; dzięki tej zmianie ZBS uzyskał większą samodzielność organizacyjną i prawną oraz uprawnienia do nadawania stopnia naukowego doktora.
W obrębie Instytutu funkcjonują 4 zakłady: Zakład Genetyki i Ewolucji, Zakład Biogeografii, Zakład Ekologii Behawioralnej i Ekofizjologii oraz Zakład Ekologii Populacji.
Instytut Biologii Ssaków PAN we współpracy z wydawnictwem Springer wydaje międzynarodowe czasopismo naukowe w języku angielskim „Mammal Research” poświęcone wszystkim aspektom biologii ssaków. Współczynnik cytowań „Mammal Research” systematycznie rośnie i w 2022 r. wynosił 1,8.
Funkcję dyrektora Instytutu pełni dr hab. Michał Żmihorski, prof. IBS PAN.